# Parallelia prorasigna
Parallelia prorasigna là một loài bướm đêm trong họ Erebidae.